# Western Australia International
Die Western Australia International sind offene australische internationale Meisterschaften im Badminton. Austragungsort der Titelkämpfe ist der australische Bundesstaat Western Australia. Bei den dokumentierten Austragungen seit 1997 konnten Punkte für die Weltrangliste und Preisgeld erspielt werden.

## Die Sieger
| Jahr      | Herreneinzel        | Dameneinzel           | Herrendoppel                            | Damendoppel                            | Mixed                                 |
| --------- | ------------------- | --------------------- | --------------------------------------- | -------------------------------------- | ------------------------------------- |
| 1997      | Edwin Chew          | Rhonda Cator          | David Bamford Peter Blackburn           | Rhonda Cator Kellie Lucas              | Peter Blackburn Rhonda Cator          |
| 1998      | nicht ausgetragen   | nicht ausgetragen     | nicht ausgetragen                       | nicht ausgetragen                      | nicht ausgetragen                     |
| 1999      | Stuart Brehaut      | Wong Miew Kheng       | David Bamford Peter Blackburn           | Lim Pek Siah Joanne Quay               | Pang Cheh Chang Lim Pek Siah          |
| 2000 2001 | nicht ausgetragen   | nicht ausgetragen     | nicht ausgetragen                       | nicht ausgetragen                      | nicht ausgetragen                     |
| 2002      | Yousuke Nakanishi   | Lenny Permana         | John Gordon Daniel Shirley              | Rhona Robertson Sara Runesten-Petersen | Travis Denney Kate Wilson-Smith       |
| 2003      | Ng Wei              | Miho Tanaka           | Hendri Kurniawan Saputra Denny Setiawan | Seiko Yamada Shizuka Yamamoto          | Daniel Shirley Sara Runesten-Petersen |
| 2004      | Sairul Amar Ayob    | Huang Chia-chi        | Naoki Kawamae Yusuke Shinkai            | Noriko Okuma Miyuki Tai                | Travis Denney Kate Wilson-Smith       |
| 2005      | Geoffrey Bellingham | Sutheaswari Mudukasan | John Gordon Daniel Shirley              | Kellie Lucas Kate Wilson-Smith         | Daniel Shirley Sara Runesten-Petersen |
| 2006 2024 | nicht ausgetragen   | nicht ausgetragen     | nicht ausgetragen                       | nicht ausgetragen                      | nicht ausgetragen                     |